# Adelognathus tumidus
Adelognathus tumidus là một loài tò vò trong họ Ichneumonidae.